# Indian Lake (Nowy Jork)
Indian Lake – miasto w Stanach Zjednoczonych, w stanie Nowy Jork, w hrabstwie Hamilton.